# Élections législatives fidjiennes de 1972
Des élections législatives ont eu lieu aux Fidji du 15 au 29 mai 1972. Il s'agissait des premières élections depuis l'indépendance du pays (ancienne colonie britannique) en 1970. Elles furent tenues en accord avec les stipulations de la Constitution de 1970, qui établissait une Chambre des représentants élue par les citoyens, divisés en listes électorales selon leur appartenance ethnique et un Sénat, dont les membres seraient nommés par le Grand Conseil des Chefs, le Premier ministre, le Chef de l'opposition et le Conseil de Rotuma. Les électeurs étaient donc appelés à choisir leurs représentants, qui seraient les premiers députés de la nouvelle Chambre des Représentants, remplaçant le Conseil législatif colonial dont les membres avaient été élus au suffrage universel direct en 1966. Le gouvernement sortant était dirigé par le premier ministre Ratu Sir Kamisese Mara, du Parti de l'Alliance.
La Chambre des représentants serait composée de 52 députés, élus avec un mandat de cinq ans. Le gouvernement (premier ministre et ministres) émanerait de sa majorité. Le pays était divisé en 37 circonscriptions superposées. Dans douze d'entre elles, les citoyens 'fidjiens' (c'est-à-dire autochtones) éliraient un député de leur propre appartenance ethnique ; dans douze autres, les citoyens descendants d'immigrés indiens feraient de même ; dans trois autres, les citoyens de toutes autres appartenances ethniques confondues -dits « électeurs généraux »- éliraient des députés ni 'fidjiens', ni 'indiens' ; dans les dix autres, enfin, les citoyens, toutes appartenances ethniques confondues, choisiraient un député 'fidjien' et un député 'indien' et un député ni 'fidjien', ni 'indien', sachant que pour l'élection de ce dernier, les circonscriptions étaient unies en paires produisant un député chacun (donc cinq au total).
Chaque citoyen était ainsi invité à déposer quatre bulletins dans l'urne :
- un pour élire un député 'fidjien' ;
- un pour élire un député 'indien' ;
- un pour élire un député d'une autre appartenance ethnique ;
- et un pour élire un député de sa propre appartenance ethnique[1].

Il y avait deux principaux partis : le Parti de l'Alliance, multiethnique mais principalement autochtone, conservateur, dirigé par Kamisese Mara, et le Parti de la fédération nationale, majoritairement 'indo-fidjien', dirigé par Siddiq Koya. Il y avait 205 002 électeurs inscrits, et le taux de participation parmi les inscrits fut de 99,3 %.

## Résultats
Seuls les candidats des deux grands partis remportèrent des sièges. Le Parti de l'Alliance, qui avait présenté un candidat pour chacun des sièges, recueillit 57,5 % des suffrages, et trente-trois sièges, soit une majorité absolue. Le Parti de la fédération nationale, qui avait présenté quarante candidats, obtint 35,9 % des voix, qui se traduisirent en dix-neuf sièges. 26 candidats indépendants se partagèrent 6,4 % des voix, mais aucun n'arriva en tête dans une circonscription. Le gouvernement de Ratu Kamisese Mara fut donc reconduit, tandis que Siddiq Koya était reconnu comme chef de l'opposition.
| Partis | Partis                           | Dirigeants    | Voix    | %    | Sièges | +/- |
| ------ | -------------------------------- | ------------- | ------- | ---- | ------ | --- |
|        | Parti de l'Alliance              | Kamisese Mara | 388 550 | 57,5 | 33     | +11 |
|        | Parti de la fédération nationale | Siddiq Koya   | 241 866 | 35,9 | 19     | +10 |
|        | Parti indépendant fidjien        | ?             | 1 523   | 0,2  | 0      | +0  |
|        | Candidats indépendants           | n/a           | 43 521  | 6,4  | 0      | +0  |